# گناهکار (فیلم ۲۰۰۰)
گناهکار (به انگلیسی: The Guilty) فیلمی محصول سال ۲۰۰۰ و به کارگردانی آنتونی والر است. در این فیلم بازیگرانی همچون بیل پولمن، گابریل انور، دوون ساوا، جوآن ولی، جیمز وولوت، آنجلا فیدراستون، هیرو کاناگاوا، گری چاک و تیگن موس ایفای نقش کرده‌اند.